# Liste der Kulturdenkmale in Beiersdorf

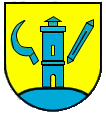
Wappen von Beiersdorf

In der Liste der Kulturdenkmale in Beiersdorf  sind sämtliche Kulturdenkmale der sächsischen Gemeinde Beiersdorf verzeichnet, die bis 1. September 2017 vom Landesamt für Denkmalpflege Sachsen erfasst wurden (ohne archäologische Kulturdenkmale). Die Anmerkungen sind zu beachten.
Diese Liste ist eine Teilliste der Liste der Kulturdenkmale im Landkreis Görlitz.

## Liste der Kulturdenkmale in Beiersdorf
| Bild                                    | Bezeichnung | Lage                                            | Datierung | Beschreibung | ID       |
| --------------------------------------- | --- | ----------------------------------------------- | --- | --- | -------- |
| Direkt Bild zu diesem Denkmal hochladen | Uferbefestigung des Alten Grabens in bestimmten Bereichen | (Bereich Auestraße) (Karte)                     | 19. Jahrhundert | Alles Naturstein, Steindeckerbrücke bei Auenstraße 9, ortsbildprägend von Bedeutung. Die Steindeckerbrücken sind zu bergen. | 09303317 |
| Direkt Bild zu diesem Denkmal hochladen | Wohnhaus (Umgebinde) mit Wirtschaftsteil | Ahornweg 37 (Karte)                             | 1. Hälfte 19. Jahrhundert | Obergeschoss Fachwerk verbrettert, Beispiel der regionaltypischen Bauweise, baugeschichtlich von Bedeutung. Umgebinde rechts 3 Joche, Blockstube und Ständer verschalt, Obergeschoss Fachwerk verbrettert, Wirtschaftsteil verbrettert, Fenster Obergeschoss in originaler Größe, Satteldach mit Schiefer gedeckt. | 08961271 |
| Direkt Bild zu diesem Denkmal hochladen | Wohnstallhaus (Umgebinde) | Alte Schulstraße 4 (Karte)                      | 1. Hälfte 19. Jahrhundert | Obergeschoss Fachwerk verschiefert, baugeschichtlich und sozialgeschichtlich von Bedeutung. Umgebinde rechts 3/4/2 Joche, Blockstube und Ständer verschalt, Obergeschoss-Fenster (neu) in originaler Größe, Satteldach, Giebel verschiefert, Stallteil umgebaut, schöner, profilierter Türstock. | 08961295 |
| Direkt Bild zu diesem Denkmal hochladen | Pfarrhaus mit Anbau und Nebengebäude | Alte Schulstraße 5 (Karte)                      | 1821 (Pfarrhaus); um 1920 (Leichenwagen) | Nebengebäude vermutlich Haus für Leichenwagen, Kreuz im Giebel, baugeschichtlich und ortsgeschichtlich von Bedeutung. Zweigeschossiger Bau, Granitfenstergewände, Krüppelwalmdach mit Biberschwanzdeckung und drei Fledermausgaupen, hölzerne Vorlaube am Eingang. | 08961294 |
| Direkt Bild zu diesem Denkmal hochladen | Alte Schule | Alte Schulstraße 10 (Karte)                     | 1834 | Baugeschichtlich und ortsgeschichtlich von Bedeutung. Zweigeschossiger Bau, profiliertes Türgewände und Fenstergewände aus Granit, Freitreppe, älteres Türblatt, Krüppelwalmdach mit Biberschwanzdeckung, zwei alte Blitzableiter gibt es 2010 nicht mehr. | 08961291 |
| Direkt Bild zu diesem Denkmal hochladen | Lutherkirche und Kirchhof Beiersdorf, vier Grabmale, vier Grabkreuze für gefallene Soldaten des Zweiten Weltkrieges, Denkmal für die Gefallenen des Ersten Weltkrieges, Einfriedung mit Tor und Treppenaufgang sowie Lutherlinde von 1883 mit Stein | Alte Schulstraße 12 (Karte)                     | 1670 (Kanzelaltar); nach 1696 (Epitaph); um 1730 (Kanzel); 1746 (Taufe); 1. Hälfte 19. Jahrhundert (klassizistisches Grabmal); 1853 bis 1855 (Neubau Kirche nach Abriss); 1883 (Lutherlinde und bezeichneter Gedenkstein); 1897 (Orgel); um 1900 (Grabmale Förster); 1912 (Turmbau); nach 1918 (Kriegerdenkmal); 1945 (Soldatengrab) | Baugeschichtlich, ortsgeschichtlich und künstlerisch von Bedeutung. Schlichte Saalkirche, Neubau von 1853 bis 1855 nach Abriss der kleinen, spätgotischen Kirche unter Leitung des Maurermeisters Karl Thomas aus Neusalza. 1912 Errichtung des Turmes. Der verputzte Bruchsteinbau mit geradem Ostschluss und flachem Satteldach wird durch die hohen Rundbogenfenster gegliedert. Massiver Westturm auf quadratischem Grundriss mit spitzem Walmdach. An der Turmnordseite einfaches Rundbogenportal, im Schlussstein bezeichnet mit 1855. Flachgedeckter Saal mit umlaufenden Emporen, an der Nord-, Ost- und Südseite zweigeschossig. An der Westseite einfache Orgelempore. Die Brüstungen mit floralem Malereien. Verglaste Patronatsloge südlich des Altars. Prächtiger, barocker Kanzelaltar, unter Verwendung des alten Altaraufbaus von 1670, Erhöhung und Einbau einer Kanzel um 1730. Über der ornamental verzierten Predella die reich geschnitzte Kanzel mit Rankenwerk, am Kanzelkorb Ölbilder der Evangelisten. Der umgebende Säulenaufbau auf Volutenkonsolen und verkröpftem, mit Knorpelwerk verziertem Gesims, darüber zwei Engelsfiguren. In der Mitte ein schriftbandhaltender Putto in architektonischem Rahmen, abschließend Inschriftenkartusche und Gottesauge im Strahlenkranz. Die farbig gefasste Taufe aus Holz, mit barockem Band- und Rankenwerk, datiert 1746. Schuster-Orgel, 1897, verändert. Grabmale: - Epitaph mit Halbrelief des Hans Adolf von Luttitz in zeitgenössischer Kleidung, gestorben 1696 - zwei Grabmale der Fabrikanten Förster, um 1900 - klassizistisches Grabmal mit reicher Bedachung (akroterartiger Abschluss) | 08961290 |
| Direkt Bild zu diesem Denkmal hochladen | Wohnstallhaus (Obergeschoss Fachwerk) mit Wirtschaftsteil | Alter Kirchweg 2 (Karte)                        | 1. Hälfte 19. Jahrhundert, womöglich älter | Obergeschoss Fachwerk, baugeschichtlich von Bedeutung, Fachwerk verbrettert, Erdgeschoss massiv, Fenster Obergeschoss in originaler Größe, Satteldach, Wirtschaftsteil in Holzkonstruktion | 08961289 |
| Direkt Bild zu diesem Denkmal hochladen | Zwei Zaunsäulen | Alter Kirchweg 2 (vor) (Karte)                  | 19. Jahrhundert | Granit, verkehrsgeschichtlich von Bedeutung | 09302923 |
| Direkt Bild zu diesem Denkmal hochladen | Wohnstallhaus (Umgebinde) | Alter Kirchweg 15 (Karte)                       | Türstock bezeichnet mit 1797 | Obergeschoss Fachwerk verbrettert, hofseitige Schleppe, schön gestalteter Türstock mit Jahreszahl 1797, baugeschichtlich und sozialgeschichtlich von Bedeutung. Umgebinde links 2/3 Joche, Blockstube und Ständer verschalt, originale Fensterbekleidung, profilierter Türstock, Fenster Obergeschoss in originaler Größe, Satteldach mit Biberschwanzdeckung. | 08961270 |
| Direkt Bild zu diesem Denkmal hochladen | Wohnhaus (Umgebinde) | Am Wald 4 (Karte)                               | 1. Hälfte 19. Jahrhundert | Baugeschichtlich und sozialgeschichtlich von Bedeutung, eingeschossig, Umgebinde mit 3/3/3 Jochen, Joche an der hinteren Langseite massiv ausgesetzt | 09301760 |
| Direkt Bild zu diesem Denkmal hochladen | Wohnstallhaus (Umgebinde) mit rückwärtigem Anbau | Amselgrundstraße 5 (Karte)                      | Bezeichnet mit 1859 (Türstock) | Obergeschoss Fachwerk verschiefert, baugeschichtlich und sozialgeschichtlich von Bedeutung. Umgebinde links 3/3 Joche, Fenster Obergeschoss nur zum Teil in originaler Größe, Krüppelwalmdach mit Schiefer gedeckt, massiver Teil umgebaut, Anbau zweigeschossig. | 08961299 |
| Direkt Bild zu diesem Denkmal hochladen | Wohnhaus mit Wirtschaftsteil | Amselgrundstraße 8 (Karte)                      | 1. Hälfte 19. Jahrhundert | Obergeschoss Fachwerk, baugeschichtlich und ortsbildprägend von Bedeutung, Fachwerk verbrettert, Fenster Obergeschoss in originaler Größe, Satteldach mit Schiefer gedeckt, Schleppdach über Wirtschaftsteil | 08961298 |
| Direkt Bild zu diesem Denkmal hochladen | Wohnhaus (Umgebinde) | Amselgrundstraße 14 (Karte)                     | 1. Hälfte 19. Jahrhundert, womöglich älter | Durch lange Schleppe auf der Rückseite in Dachstuhl und Bild stark verändert, baugeschichtlich und sozialgeschichtlich von Bedeutung, eingeschossig, Umgebinde rechts 2/3 Joche, Blockstube und Ständer verschalt, Satteldach, Giebel verschiefert, Schleppdach über massivem Anbau, Wirtschaftsteil verbrettert | 08961297 |
| Direkt Bild zu diesem Denkmal hochladen | Wohnhaus (Umgebinde), Seitengebäude und Wasserstube | Amselgrundstraße 18 (Karte)                     | Bezeichnet mit 1849 (Granittürstock) | Schöner Granittürstock mit Bezeichnung 1849, zwei Blitzableiter, baugeschichtlich und ortsbildprägend von Bedeutung. Obergeschoss Fachwerk verbrettert, Giebel Sichtfachwerk, Umgebinde links 3/3 Joche, Ecksäule aus Granit, Blockstube und Ständer verschalt, Ständer profiliert, profilierter Türstock, Fenster Obergeschoss in originaler Größe, Krüppelwalmdach mit Schiefer gedeckt, Seitengebäude Holzkonstruktion. | 08961296 |
|                                         | Wohnhaus (Umgebinde) | An der Gebirgsschänke 1 (Karte)                 | Um 1850 | Obergeschoss Fachwerk, baugeschichtlich und sozialgeschichtlich von Bedeutung. Umgebinde rechts 3/3/2 Joche, Umgebinde und Blockstube verschalt, Fenster Obergeschoss in originaler Größe (Kastenfenster), Giebelverschieferung, bis Februar 2010 irrtümlich unter An der Plantage 1 in der Denkmalliste. An der Plantage 1 kein Denkmal. | 08961318 |
| Direkt Bild zu diesem Denkmal hochladen | Wohnhaus (Umgebinde) mit anschließendem Scheunenteil | An der Gebirgsschänke 7 (Karte)                 | Um 1850 | Baugeschichtlich und sozialgeschichtlich von Bedeutung, Umgebinde rechts 3/2 Joche, Blockstube und Ständer verschalt, späterer Dachausbau, Schieferdeckung, verschiedene Bauphasen, Scheunenteil in Holz mit verbrettertem Drempel | 08961320 |
| Direkt Bild zu diesem Denkmal hochladen | Wohnhaus (Obergeschoss Fachwerk) | An der Gebirgsschänke 8 (Karte)                 | Türgewände bezeichnet mit 1840 | Obergeschoss Fachwerk, in der Konstruktion erhalten und im Bild durch größere Fenster und Kunstschiefer gestört, Granittürstock mit Bezeichnung 1840, baugeschichtlich von Bedeutung. Erdgeschoss zum Teil verändert, korbbogiges Granit-Haustürgewände, Fenster Obergeschoss in originaler Größe, Krüppelwalmdach. | 08961319 |
|                                         | Wohnhaus (Umgebinde) | An der Plantage 2 (Karte)                       | Mitte 19. Jahrhundert | Eingeschossig, baugeschichtlich und sozialgeschichtlich von Bedeutung, Umgebinde rechts 3/3/2 Joche, Mittelgiebel über dem Eingang, dahinter neuerer Querflügel | 09303285 |
|                                         | Ländliches Wohnhaus | An der Plantage 4 (Karte)                       | Um 1850 | Eingeschossig, alter Baukörper, eine Holzstube, rückwärtig angebauter Flügel zweigeschossig, baugeschichtlich und ortsbildprägend von Bedeutung. Zum Teil hölzerner Wirtschaftsteil, zum Teil verzierte Fensterrahmen, schönes altes Türblatt, womöglicher einstiger Umgebindeteil ausgemauert, Fenster in originaler Größe, großer Dachhecht, Schieferdeckung. | 08961321 |
| Direkt Bild zu diesem Denkmal hochladen | Bauernhof mit Wohnstallhaus (Umgebinde), paralleler Scheune und Verbindungsflügel | An der Plantage 9 (Karte)                       | 1. Hälfte 19. Jahrhundert | Baugeschichtlich und ortsbildprägend von Bedeutung, Obergeschoss Fachwerk, ornamental verschiefert, Umgebinde rechts 3/3 Joche, Umgebinde und Blockstube verschalt, originale Fenstergrößen, Dachhecht, Stallteile durch Blechverschalung im Bild beeinträchtigt | 08961322 |
| Direkt Bild zu diesem Denkmal hochladen | Wohnhaus (Umgebinde) | An der Plantage 10 (Karte)                      | Türgewände bezeichnet mit 1828 | Eingeschossig, baugeschichtlich und ortsbildprägend von Bedeutung, Umgebinde rechts 3/3/1,5 Joche, Giebelverbretterung, verzierte Blockstuben-Fensterrahmen, Blockstube und Umgebinde verschalt | 08961323 |
| Direkt Bild zu diesem Denkmal hochladen | Mord- und Sühnekreuz | Auestraße 7 (bei), Ecke Tannenhofstraße (Karte) | Bezeichnet mit 1663 | Ortsgeschichtlich von Bedeutung | 08961293 |
| Direkt Bild zu diesem Denkmal hochladen | Wohnhaus (Umgebinde) | Auestraße 9 (Karte)                             | 1. Hälfte 19. Jahrhundert | Eingeschossig, baugeschichtlich und sozialgeschichtlich von Bedeutung, Umgebinde links 3/3/3 Joche, Blockstube und Ständer verschalt, Fenster mit verzierter Bekleidung, Satteldach, Giebel mit Zierverschieferung | 08961292 |
| Direkt Bild zu diesem Denkmal hochladen | Wohnhaus (Umgebinde), ohne Anbau | Auestraße 13 (Karte)                            | Mitte 19. Jahrhundert | Eingeschossig mit Drempel, baugeschichtlich und sozialgeschichtlich von Bedeutung, Umgebinde links 3/3/? Joche, rechts umgebaut | 09303301 |
| Direkt Bild zu diesem Denkmal hochladen | Wohnhaus (Umgebinde) | Auestraße 14 (Karte)                            | 19. Jahrhundert | Eingeschossig, baugeschichtlich und sozialgeschichtlich von Bedeutung, 3/3/? Joche | 09303302 |
| Direkt Bild zu diesem Denkmal hochladen | Wohnhaus (Umgebinde) und Seitengebäude eines Parallelhofes, mit Hofmauer und Brunnen | Auestraße 15 (Karte)                            | Mitte 19. Jahrhundert | Baugeschichtlich und ortsbildprägend von Bedeutung, Umgebinde links 3/3 Joche, Blockstube und Ständer verschalt, Obergeschoss Fachwerk, Fenster mit verzierter Bekleidung, Giebelverbretterung, Fenster Obergeschoss in originaler Größe, Satteldach mit Hecht | 08961287 |
| Direkt Bild zu diesem Denkmal hochladen | Wohnhaus mit hölzernem Wirtschaftsteil | Auestraße 16 (Karte)                            | Um 1850 | Eingeschossig, baugeschichtlich und sozialgeschichtlich von Bedeutung | 09303288 |
| Direkt Bild zu diesem Denkmal hochladen | Obermühle; Mühle mit dem Haupt-Mühlgebäude (zwei Flügel, Umgebinde, Obergeschoss vollkommen in Fachwerk und Holzbau über dem Eingang) und zweigeschossiges Nebengebäude mit Holzobergeschoss und vorderem Holzanbau                                 | Auestraße 17 (Karte)                            | Bezeichnet mit 1848 | Baugeschichtlich und ortsgeschichtlich von Bedeutung. Haupt-Mühlgebäude: zwei Flügel, Umgebinde, Obergeschoss vollkommen in Fachwerk und Holzbau über dem Eingang, Obergeschoss zum Teil Sichtfachwerk, Umgebinde links 3/4 Joche, Blockstube und Ständer (profiliert) verschalt, Fenster mit Bekleidung und Winterfenster, Fenster Obergeschoss in originaler Größe, Krüppelwalmdach mit Schiefer gedeckt, Giebelseite verschiefert, altes Türblatt, Nebengebäude zweigeschossig, mit Holzobergeschoss | 08961280 |
| Direkt Bild zu diesem Denkmal hochladen | Liebscher KG (ehemals); Fabrikgebäude des Steinwerks | Auestraße 18 (Karte)                            | Um 1900 | Eingeschossig mit einem langen Flügel entlang des Alten Grabens und einem eingebundenen Querflügel, alles Klinker, letzter Rest der industriegeschichtlich relevanten Anlage, ortsgeschichtlich von Bedeutung, große Korbbogenfenster, zentrales Gebäude mit Satteldach, Dachüberstand | 08961281 |
| Direkt Bild zu diesem Denkmal hochladen | Kontorhaus einer Fabrik | Auestraße 21 (Karte)                            | Um 1930 | Gemäßigte Moderne, baugeschichtlich und ortsgeschichtlich von Bedeutung. Zweistöckiger Putzbau, über Granitsockel Lisenengliederung, gesprosste Fenster original erhalten, Walmdach mit Biberschwanzdeckung, Zwerchhaus und Fledermausgaupen, alter Türstock, zwei ovale Fenster am Eingang mit Darstellung eines Schmiedes, Uhr. Bis Februar 2010 irrtümlich unter Auestraße 19 in der Denkmalliste. | 08961279 |
| Direkt Bild zu diesem Denkmal hochladen | Speisehaus der gegenüberliegenden Fabrik | Auestraße 28 (Karte)                            | 1930er Jahre | Flügel in T-Form, Formensprache des Heimatstils der 1930er Jahre, baugeschichtlich und ortsgeschichtlich von Bedeutung, massiv, bossierter Sockel, Porphyr-Fenstergewände, Kreuz-Sprossung, Krüppelwalmdach, Giebel-Zierfachwerk, Hechtgaupe, Biberschwanzdeckung | 08961329 |
| Direkt Bild zu diesem Denkmal hochladen | Wohnstallhaus (Umgebinde) und Scheune eines Hakenhofes | Bielebohstraße 1 (Karte)                        | Bezeichnet mit 1853 | Zu einer Bleicherei gehörend, am Wohnhaus auf der Rückseite eingeschossige massive Schleppe, Scheune in Holz mit großem Krüppelwalmdach, baugeschichtlich und sozialgeschichtlich von Bedeutung. Umgebinde rechts 3/3 Joche, Blockstube und Ständer verschalt, Obergeschoss Fachwerk verbrettert, Krüppelwalmdach mit zwei alten Blitzableitern, Granittürstock, profiliert. | 08961302 |
| Direkt Bild zu diesem Denkmal hochladen | Wohnhaus in Holzbauweise | Bielebohstraße 2 (Karte)                        | 1920er Jahre | Holzhaus in Fertigteilbauweise, eingeschossig mit Drempel, Mittelgiebel und Erkerausbau, baugeschichtlich von Bedeutung | 09303303 |
| Direkt Bild zu diesem Denkmal hochladen | Wohnstallhaus (Umgebinde) mit rückwärtigem Anbau | Bielebohstraße 12a (Karte)                      | 1. Hälfte 19. Jahrhundert | Obergeschoss Fachwerk verschiefert, baugeschichtlich und sozialgeschichtlich von Bedeutung. Umgebinde links 3/5/3 Joche, Blockstube und Ständer verschalt, Granittürstock, altes Türblatt, Fenster Obergeschoss in originaler Größe, giebelseitig mit verzierter Bekleidung, Satteldach mit Schiefer gedeckt. Angebaute Nummer 12 verändert. | 08961303 |
|                                         | Bergwirtschaft Bieleboh; Bielebohbaude; Aussichtsturm und Gaststätte auf dem Bieleboh | Bielebohstraße 18 (auf dem Bieleboh) (Karte)    | Tafel über Eingang bezeichnet mit 1882 (Aussichtsturm) | Gasthaus zweigeschossig, teils Klinker, darüber Holzgeschoss, Turm nach 2000 aufgestockt, baugeschichtlich und ortsgeschichtlich von Bedeutung. Zweigeschossiger Bau, teils Klinker, über Sockel, Eckrustika, darüber Holzgeschoss 1997 rekonstruiert. Stand bis 2003 ohne Adresse in der Denkmalliste. | 08961304 |
| Direkt Bild zu diesem Denkmal hochladen | Brettmühle mit allen noch bestehenden Gebäuden, dem Alten Graben und dem Schützen am Mühlteich sowie Resten der gemauerten Mühlgräben und der Technik                                                                                               | Brettmühlstraße 3 (Karte)                       | 1846 (nördlicher Bau); 17./18. Jahrhundert (Mühle) | Bei den Gebäuden das nördliche Wohnhaus (Obergeschoss Fachwerk, westlicher Giebel verschiefert, bezeichnet im Türstock 1846), hier einst auch Bäckerei, ein Nebengebäude südwestlich parallel davon, das Wohnmühlenhaus (Obergeschoss Fachwerk verschiefert) mit nach hinten angebautem Nebengebäude in Holz und ein weiterer Holzbau, ortsgeschichtlich und technikgeschichtlich von Bedeutung. Wohnhaus: Giebelseite verschiefert, Erdgeschoss massiv, Freitreppe, Fenster Obergeschoss in originaler Größe, Krüppelwalmdach, älteres Wirtschafts-Seitengebäude: alter Baukörper, sonst aber sehr verändert Wohnmühlenhaus: Obergeschoss und Giebel Fachwerk, Fenster in originaler Größe, Erdgeschoss Bruchsteinmauerwerk, Krüppelwalmdach Technik: Gatter, Mühlrad, Stirnrad, Zulauf, Wehr. Flurstücke 741/6 nördlichstes Mühlengebäude, Obergeschoss Fachwerk, hier einst Bäckerei, im Obergeschoss Wohnungen, und ein Nebengebäude. 741/5 Mühlengebäude, Obergeschoss Fachwerk, nach hinten angebaut Nebengebäude in Holz. 741/7 und 1187/1 Alter Graben zum Mühlteich, dort der Schütze. | 08961314 |
| Direkt Bild zu diesem Denkmal hochladen | Buswartehäuschen Haltestelle Lindenhofstraße | Löbauer Straße (Karte)                          | Um 1963 | Vorderseite mit gemauerten Pfeilern geöffnet, Satteldach, ortsgeschichtlicher Wert, Seltenheitswert | 09305664 |
|                                         | Zwei Brückenpfeiler der Schmalspurbahn und Verladerampe | Löbauer Straße (Auestraße) (Karte)              | 1890er Jahre (Laderampe und zwei Brückenpfeiler); 1892 (Eisenbahn) | Schmalspurbahn Taubenheim–Dürrhennersdorf; Verladerampe mit eingelassenem Stein mit Flügelrad des ehemaligen Bahnhofs, Brückenpfeiler am westlichen Ende der Auestraße und bei Auestraße Nummer 13 und 14, eisenbahngeschichtlich und technikgeschichtlich von Bedeutung. Kleinbahn Strecke (von West nach Ost) Taubenheim, Oppach, Beiersdorf, Schönbach bei Löbau/Sachs., Viadukt Dürrhennersdorf, Dürrhennersdorf, Viadukt Höllengrund Großschweidnitz, Abzweig Höllengrund Großschweidnitz an der Strecke Löbau – Zittau. Strecke 1945 abgebaut. | 08961330 |
| Direkt Bild zu diesem Denkmal hochladen | Wohnhaus (Umgebinde) | Löbauer Straße 9 (Karte)                        | 19. Jahrhundert | Eingeschossig, baugeschichtlich und sozialgeschichtlich von Bedeutung, Umgebinde links 3/3 Joche | 09303304 |
| Direkt Bild zu diesem Denkmal hochladen | Wohnhaus | Löbauer Straße 13 (Karte)                       | Bezeichnet mit 1909 | Zeugnis städtisch beeinflusster Ortsentwicklung, baugeschichtlich von Bedeutung, gegiebelter Seitenrisalit mit Türmchen, Eingangshäuschen mit Farbglas, Zier-Fensterrahmen, Putzgliederung, Dachhäuschen, Krüppelwalmdach, Biberschwanzdeckung, Akroter-Firstziegel | 08961316 |
| Direkt Bild zu diesem Denkmal hochladen | Wohnstallhaus (Umgebinde) | Löbauer Straße 21 (Karte)                       | Türgewände bezeichnet mit 1851 | Obergeschoss Fachwerk, baugeschichtlich von Bedeutung. Umgebinde rechts 3 Joche (wie auch Blockstube verschalt), Haustür-Granitgewände, Fenster Obergeschoss in originaler Größe, Schieferdeckung, drei Hechtgaupen, Bezeichnung 1851 im steinernen Türstock. | 08961328 |
| Direkt Bild zu diesem Denkmal hochladen | Trog, Wasserpumpe, Steintisch und Steinbank | Löbauer Straße 21 (bei) (Karte)                 | Bezeichnet mit 1733 (Wassertrog); bezeichnet mit 1838 (Steintisch) | Hier befand sich auf der anderen Straßenseite das Rittergut, ortsgeschichtlich von Bedeutung | 08961300 |
| Direkt Bild zu diesem Denkmal hochladen | Wohnstallhaus (Umgebinde) | Löbauer Straße 38 (Karte)                       | Türgewände bezeichnet mit 1891 | Obergeschoss Fachwerk, baugeschichtlich und straßenbildprägend von Bedeutung. Umgebinde links 3/3/3 Joche, Blockstube und Ständer verschalt, Obergeschoss Fachwerk verschiefert, Fenster Obergeschoss in originaler Größe mit verzierter Bekleidung, Krüppelwalmdach mit Schiefer gedeckt, mit Hecht, Giebel verschiefert, mit zwei rundbogigen Fenstern, profiliertes Türgewände. | 08961307 |
| Direkt Bild zu diesem Denkmal hochladen | Wohnstallhaus (Umgebinde) | Löbauer Straße 39 (Karte)                       | Türgewände bezeichnet mit 1862, Kern älter | Obergeschoss Fachwerk, Bezeichnung 1862 im Türstock, ohne Anbau, baugeschichtlich und sozialgeschichtlich von Bedeutung. Umgebinde rechts 3/3 Joche, Blockstube und Ständer verschalt, Obergeschoss Fachwerk verschiefert, Giebelseite verbrettert, Satteldach, Giebel verschiefert. | 08961308 |
| Direkt Bild zu diesem Denkmal hochladen | Wohnstallhaus (Umgebinde) | Löbauer Straße 46 (Karte)                       | 2. Hälfte 19. Jahrhundert | Obergeschoss Fachwerk, baugeschichtlich und straßenbildprägend von Bedeutung. Umgebinde links 3/4 Joche, Blockstube und Ständer verschalt, Obergeschoss Fachwerk verschiefert, Fenster Obergeschoss in originaler Größe, Giebel mit drei Rundbogenfenstern, Krüppelwalmdach, Blockstubenfenster vergrößert. | 08961306 |
| Direkt Bild zu diesem Denkmal hochladen | Wohnstallhaus (Umgebinde) und winkliger Scheunenanbau | Löbauer Straße 50 (Karte)                       | Bezeichnet mit 1877 (Granittürstock) | Obergeschoss Fachwerk, baugeschichtlich und straßenbildprägend von Bedeutung, laut Angaben der Gemeinde das erste Krankenhaus in Beiersdorf. Umgebinde links 3/4 Joche, Blockstube und Ständer verschalt, Obergeschoss Fachwerk verbrettert, Fenster Obergeschoss in originaler Größe, Satteldach, einfacher Granittürstock mit Datierung 1877, altes Türblatt. | 08961305 |
| Direkt Bild zu diesem Denkmal hochladen | Hof, Wohnhaus als Hauptbau in Klinker an der Straße, die darauf folgenden Wirtschaftsgebäude einschließlich des Wagenschuppen-Anbaus mit Walmdach und der kleine Bau aus Sandsteinquadern mit Krüppelwalmdach ganz im Osten                         | Löbauer Straße 52 (Karte)                       | Um 1900 (Bauernhaus); 18./19. Jahrhundert (Seitengebäude) | Baugeschichtlich und wirtschaftsgeschichtlich von Bedeutung. Wohnhaus Hauptbau in Klinker, anschließendes Seitengebäude mit Wagenschuppen-Anbau mit Walmdach, kleines Seitengebäude im Osten aus Sandsteinquadern mit Krüppelwalmdach. | 09303289 |
| Direkt Bild zu diesem Denkmal hochladen | Gerichtskretscham; Gasthof mit drei Seitengebäuden | Löbauer Straße 55 (Karte)                       | Bezeichnet mit 1882 | Bauten schließen einen kleinen Hof ein, ortsgeschichtlich, verkehrsgeschichtlich und straßenbildprägend von Bedeutung. Massiver zweigeschossiger Bau, schlichtes Granittürgewände, Fenstergewände im Erdgeschoss ebenfalls Granit, Satteldach mit vier Dachhäuschen, massive Seitengebäude, eines mit Tordurchfahrt. | 08961309 |
| Direkt Bild zu diesem Denkmal hochladen | Schule mit angrenzendem Garten | Löbauer Straße 59 (Karte)                       | Bezeichnet mit 1903 | Klinkerbau mit Stilelementen der Neorenaissance, im Garten Linden, baugeschichtlich und ortsgeschichtlich von Bedeutung. Zweigeschossig, gelbe Klinker mit roten abgesetzt, Freitreppe, Ädikula, Mittelrisalit mit geschweiftem Giebelfeld, darin Uhr, Walmdach mit Dachhäuschen, diese mit Rundbogen (Relief), Fenster original erhalten, ebenso Jugendstil-Türblatt. | 08961285 |
|                                         | Wohnstallhaus (Umgebinde) mit rückwärtigem Anbau | Löbauer Straße 62 (Karte)                       | 2. Hälfte 19. Jahrhundert | Obergeschoss Fachwerk, Blockstube teils vermauert oder massiv ersetzt, baugeschichtlich und straßenbildprägend von Bedeutung. Umgebinde links 3 Joche, Blockstube und Ständer verschalt, Winterfenster mit Fensterbekleidung, Giebelseite ausgemauert, Fenster Obergeschoss in originaler Größe mit Bekleidung, Krüppelwalmdach mit Schiefer gedeckt, mit Hecht, Giebel verschiefert, mit zwei Rundbogenfenstern, Straßen- und Rückseite verbrettert, eingeschossiger Anbau. | 08961276 |
| Direkt Bild zu diesem Denkmal hochladen | Fabrikantenvilla mit Einfriedung | Löbauer Straße 63 (Karte)                       | Um 1905 | Zeugnis der städtisch geprägten Architektur in der Folge der Industrialisierung, baugeschichtlich und straßenbildprägend von Bedeutung. Zweigeschossiger Bau, Freitreppe über Hausteinsockel, Mittelrisalit von Dachhaus bekrönt, Mansarddach mit Dachhäusern, korbbogiger Eingang, altes Türblatt, Reliefs über einigen Fenstern im Erdgeschoss. | 08961284 |
| Direkt Bild zu diesem Denkmal hochladen | Wohnhaus (Umgebinde) | Löbauer Straße 75 (Karte)                       | Um 1850 | Obergeschoss Fachwerk, baugeschichtlich und straßenbildprägend von Bedeutung. Umgebinde rechts 3/3 Joche, Blockstube und Ständer verschalt, Obergeschoss Sichtfachwerk, Fenster Obergeschoss in originaler Größe (neu), Giebelseite verbrettert, Satteldach mit Hecht, massiver Teil umgebaut. | 08961283 |
| Direkt Bild zu diesem Denkmal hochladen | Wohnhaus (Umgebinde) und paralleles Seitengebäude einer Faktorei | Löbauer Straße 77 (Karte)                       | Türstock bezeichnet mit 1880 | Baugeschichtlich und ortsgeschichtlich von Bedeutung. Umgebinde links 3 Joche, Blockstube und Ständer verschalt, Granittürstock, Fenster im Wirtschaftsteil mit verziertem Gitter, Obergeschoss Fachwerk verschiefert, Fenster Obergeschoss in originaler Größe, Krüppelwalmdach mit Schiefer gedeckt, dominanter Hecht, zwei alte Blitzableiter, giebelseitig Holzanbau, rückwärtig Vorlaube, Seitengebäude zum Teil verbrettert, Krüppelwalmdach schiefergedeckt, mit Hecht. | 08961277 |
| Direkt Bild zu diesem Denkmal hochladen | Wohnhaus (Umgebinde) mit Wirtschaftsteil | Löbauer Straße 81 (Karte)                       | 2. Hälfte 19. Jahrhundert | Eingeschossig, baugeschichtlich und sozialgeschichtlich von Bedeutung. Umgebinde links 3/3 Joche, Blockstube und Ständer verschalt, Fenster mit verzierter Bekleidung und Winterfenstern, Giebel verschiefert, Satteldach mit Schiefer gedeckt. | 08961278 |
| Direkt Bild zu diesem Denkmal hochladen | Wohnhaus (Umgebinde) | Löbauer Straße 103 (Karte)                      | Um 1850 | Eingeschossig, ohne Anbau, baugeschichtlich und sozialgeschichtlich von Bedeutung. Umgebinde rechts 3/3 Joche, Blockstube und Ständer verschalt, Winterfenster, Satteldach mit Aufschieblingen und Biberschwanzdeckung, Giebelverschieferung mit Muster, Veränderungen im massiven Bereich. | 08961272 |
| Direkt Bild zu diesem Denkmal hochladen | Wohnhaus (Umgebinde) | Löbauer Straße 105 (Karte)                      | Um 1850 | Obergeschoss Fachwerk, baugeschichtlich und sozialgeschichtlich von Bedeutung. Umgebinde rechts 3/3/2 Joche, Blockstube und Ständer verschalt, Obergeschoss Fachwerk verbrettert, neue und verzierte Fenster im Obergeschoss in originaler Größe, Satteldach schiefergedeckt, mit Hecht und zwei alten Blitzableitern, Granittürstock (neu?). Im massiven Teil keine kleinen Stallfenster. | 08961273 |
| Direkt Bild zu diesem Denkmal hochladen | Wohnhaus (Umgebinde) | Löbauer Straße 106 (Karte)                      | Bezeichnet mit 1792 im Türstock | Obergeschoss Fachwerk, vergrößerte Fenster im Obergeschoss, baugeschichtlich und sozialgeschichtlich von Bedeutung. Umgebinde rechts 3/3/3 Joche, Blockstube und Ständer verbrettert, massiver Teil durch Anbauten verändert, Obergeschoss und Giebel Fachwerk verschiefert, im Obergeschoss Fenstergrößen verändert bzw. Fenster verdeckt, Krüppelwalmdach mit Schiefer gedeckt, Hecht, zwei alte Blitzableiter 2010 nicht mehr vorhanden, profiliertes Granittürgewände. | 08961264 |
| Direkt Bild zu diesem Denkmal hochladen | Wohnhaus (Obergeschoss Fachwerk) und südliches Seitengebäude | Löbauer Straße 108 (Karte)                      | Bezeichnet mit 1878 | Wohnhaus Obergeschoss Fachwerk, baugeschichtlich und straßenbildprägend von Bedeutung. Erdgeschoss massiv, kleiner Ladeneinbau, profilierter Türstock, Obergeschoss Fachwerk straßenseitig verschiefert, Fenster Obergeschoss in originaler Größe, Krüppelwalmdach, eine Giebelseite verschiefert. Die beschriebene Verschieferung findet sich 2010 entfernt, straßenseitig durch neuen Schiefer und hofseitig durch eine Verbretterung ersetzt. | 08961265 |
| Direkt Bild zu diesem Denkmal hochladen | Wohnhaus (Obergeschoss Fachwerk) | Löbauer Straße 121 (Karte)                      | Türstock bezeichnet mit 1864 | Obergeschoss Fachwerk, einst Gasthaus und Faktorenhaus, baugeschichtlich und straßenbildprägend von Bedeutung. Erdgeschoss massiv, Granittürstock, Obergeschoss Fachwerk verschiefert, Fenster Obergeschoss in originaler Größe und gesprosst, Freitreppe, altes Türblatt, Krüppelwalmdach mit Schiefer gedeckt, Giebel verschiefert, mit drei Rundbogenfenstern. Bei Sanierung stark verändert, auch Einbau eines Hechtes. Eingangshäuschen weggerissen. | 08961263 |
| Direkt Bild zu diesem Denkmal hochladen | Wohnstallhaus (Umgebinde) und zwei Seitengebäude eines Dreiseithofes | Löbauer Straße 124 (Karte)                      | 1902 | Wohnhaus Obergeschoss Fachwerk, baugeschichtlich und wirtschaftsgeschichtlich von Bedeutung. Umgebinde links 3/4/2 Joche, Blockstube und Ständer verschalt, Fenster mit Originalbekleidung, massiver Teil verändert, Obergeschoss Fachwerk verschiefert, Fenster Obergeschoss in originaler Größe, Krüppelwalmdach. Seitengebäude: Holzkonstruktion, unverändert erhalten. | 08961267 |
| Direkt Bild zu diesem Denkmal hochladen | Wohnhaus (Obergeschoss Fachwerk) und südliche Scheune | Löbauer Straße 126 (Karte)                      | 2. Hälfte 19. Jahrhundert | Wohnhaus Obergeschoss Fachwerk, Scheune Fachwerk mit Andreaskreuzen, baugeschichtlich und straßenbildprägend von Bedeutung. Erdgeschoss massiv, Obergeschoss und Giebel Fachwerk, aufwendig verbrettert, Verbretterung mit Pilastern und Kassettierungen, Fenster Obergeschoss in originaler Größe, im Giebel drei Rundbogenfenster, Krüppelwalmdach, Scheune Krüppelwalmdach. | 08961268 |
| Direkt Bild zu diesem Denkmal hochladen | Wohnhaus (Umgebinde) mit Wirtschaftsteil | Neulaubaer Straße 9 (Karte)                     | Kern wahrscheinlich 2. Hälfte 18. Jahrhundert | Teils auch Klinker, einziges im ursprünglichen Aussehen erhaltenes Zeugnis aus der Entstehungszeit der Aussiedlung, baugeschichtlich und sozialgeschichtlich von Bedeutung. Umgebinde rechts 3/3/1/einhalb Joche, Blockstube und Ständer verschalt, Winterfenster, Obergeschoss Fachwerk verschiefert, Fenster Obergeschoss in originaler Größe, Obergeschoss aufgestockt, Satteldach mit Biberschwanzdeckung, Wirtschaftsteil Holzkonstruktion, spätere Anbauten Klinker, auch im Inneren unverändert. | 08961269 |
| Direkt Bild zu diesem Denkmal hochladen | Wohnstallhaus (Umgebinde) | Schmiedentalstraße 1 (Karte)                    | 2. Hälfte 19. Jahrhundert | Obergeschoss Fachwerk, mit zwei alten Blitzableitern, baugeschichtlich und sozialgeschichtlich von Bedeutung. Umgebinde links 3/4/3 Joche, Blockstube und Ständer verschalt, Winterfenster, Vorhäuschen um 1900, Obergeschoss Fachwerk verschiefert, Fenster Obergeschoss in originaler Größe, Krüppelwalmdach. | 08961288 |
| Direkt Bild zu diesem Denkmal hochladen | Wohnstallhaus (Obergeschoss Fachwerk) und Scheune eines Zweiseithofes | Schmiedentalstraße 2 (Karte)                    | Um 1800, womöglich älter | Wohnstallhaus Obergeschoss Fachwerk, baugeschichtlich und ortsbildprägend von Bedeutung. Erdgeschoss massiv, Obergeschoss Fachwerk verbrettert, Fenster Obergeschoss nur zum Teil in originaler Größe, eine Trauf- und eine Giebelseite unter Putz, steiles Krüppelwalmdach mit zwei Fledermausgaupen (2010 sind es fünf Fledermausgaupen). | 08961313 |
| Direkt Bild zu diesem Denkmal hochladen | Wohnstallhaus (Umgebinde) und Scheune eines Parallelhofes | Schmiedentalstraße 3 (Karte)                    | Türstock bezeichnet mit 1830 | Wohnhaus Obergeschoss Fachwerk, baugeschichtlich von Bedeutung. Umgebinde links 3/3 Joche, Blockstube und Ständer verschalt, gesprosste Fenster mit Winterfenstern, Obergeschoss Fachwerk verschiefert, Fenster Obergeschoss in originaler Größe, Krüppelwalmdach, Giebel verschiefert (mit zwei Fenstern), Freitreppe. | 08961310 |
| Direkt Bild zu diesem Denkmal hochladen | Wohnhaus (Umgebinde) und winkliges Seitengebäude eines Zweiseithofes | Schmiedentalstraße 5 (Karte)                    | Türstock bezeichnet mit 1844 (Bauernhaus) | Wohnhaus Obergeschoss Fachwerk, baugeschichtlich und wirtschaftsgeschichtlich von Bedeutung. Obergeschoss Fachwerk, verschiefert, rückseitig drei restliche Joche Umgebinde, massiver Teil aus regelmäßigen Sandsteinquadern, schön gestalteter Türstock mit Bezeichnung 1844, Fenster Obergeschoss in originaler Größe, Krüppelwalmdach, Freitreppe. Seitengebäude: Holzkonstruktion über Hausteinsockel, Krüppelwalmdach. | 08961311 |
| Direkt Bild zu diesem Denkmal hochladen | Wohnstallhaus (Umgebinde) mit Wirtschaftsteil | Schmiedentalstraße 7 (Karte)                    | Womöglich 17. Jahrhundert | Eingeschossig, baugeschichtlich und sozialgeschichtlich von Bedeutung. Umgebinde links 3/3 Joche, Blockstube und Ständer verschalt, Fenster mit verzierter Bekleidung, Satteldach, im Giebel zwei untypische Fenster, untypische Farbgebung des Umgebindeteils, hölzerner Wirtschaftsteil. | 08961312 |
| Direkt Bild zu diesem Denkmal hochladen | Wohnstallhaus (Umgebinde) mit Wirtschaftsteil | Schmiedentalstraße 11 (Karte)                   | Kern 18. Jahrhundert, spätere Umbauten | Obergeschoss Fachwerk, baugeschichtlich und sozialgeschichtlich von Bedeutung. Umgebinde links 3/3 Joche, Blockstube und Ständer verschalt, Fenster mit verzierter Bekleidung, Granittürstock, Obergeschoss Fachwerk verschiefert, Fenster Obergeschoss in originaler Größe, Satteldach, rückwärtig Frackdach, zwei alte Blitzableiter. | 08961274 |
| Direkt Bild zu diesem Denkmal hochladen | Turmwindmühle | Schmiedentalstraße 16 (Karte)                   | 1842 | Technikgeschichtlich von Bedeutung. Erd-Holländerwindmühle, aus Bruchsteinen gemauert, ohne Flügel, von 1842 bis 1893 in Betrieb, seit 1940 als Wohnhaus genutzt. | 08961275 |
| Direkt Bild zu diesem Denkmal hochladen | Wohnhaus (Umgebinde) | Schmiedentalstraße 17 (Karte)                   | 19. Jahrhundert | Eingeschossig, baugeschichtlich und sozialgeschichtlich von Bedeutung | 09303290 |
|                                         | Wohnhaus (Umgebinde), ohne Anbau | Teichstraße 1 (Karte)                           | 1. Hälfte 19. Jahrhundert | Eingeschossig, baugeschichtlich und sozialgeschichtlich von Bedeutung. Umgebinde rechts 3/3/2 Joche, Umgebinde und Blockstube unverschalt, Zier-Fensterrahmen, Sohlbänke, alter Baukörper erhalten, Eingangsbereich verändert, mäßiger Bauzustand. | 08961315 |
|                                         | Wohnhaus | Teichstraße 3 (Karte)                           | 1. Hälfte 19. Jahrhundert | Eingeschossig, teils Fachwerk oder andere Holzkonstruktion, baugeschichtlich von Bedeutung. Granit-Haustürgewände, Winterfenster, alle Fenster in originaler Größe, Schieferdeckung. | 08961327 |
|                                         | Wohnhaus (Umgebinde) | Teichstraße 5 (Karte)                           | 1. Hälfte 19. Jahrhundert | Eingeschossig, baugeschichtlich und sozialgeschichtlich von Bedeutung. Umgebinde rechts 3/3/1,5 Joche, Umgebinde und Blockstube verschalt, drei später angefügte Dachhäuschen, entstellende Haustür. | 08961326 |
|                                         | Wohnstallhaus (Umgebinde), Seitengebäude und Scheune eines Dreiseithofes | Teichstraße 6 (Karte)                           | 2. Hälfte 18. Jahrhundert | Einst auch Bleicherei, baugeschichtlich, ortsgeschichtlich und ortsbildprägend von Bedeutung. Umgebinde rechts 3/5 Joche, Umgebinde und Blockstube verschalt, Obergeschoss Fachwerk ornamental verschiefert, Fenster Obergeschoss etwas vergrößert, aber im Verhältnis zum Baukörper noch vertretbar, gedrungener Baukörper, Krüppelwalmdach. | 08961325 |
| Direkt Bild zu diesem Denkmal hochladen | Wohnstallhaus (Umgebinde) und paralleles Seitengebäude eines Bauernhofes | Zwenkestraße 5 (Karte)                          | Um 1850 | Wohnstallhaus eingeschossig, baugeschichtlich und wirtschaftsgeschichtlich von Bedeutung. Umgebinde rechts 3/3/3 Joche, Blockstube und Ständer verschalt, Winterfenster, Krüppelwalmdach. Seitengebäude: Holzkonstruktion, verbrettert. | 08961301 |

## Streichungen von der Denkmalliste
| Bild                                    | Bezeichnung                          | Lage                      | Datierung                 | Beschreibung | ID       |
| --------------------------------------- | ------------------------------------ | ------------------------- | ------------------------- | --- | -------- |
| Direkt Bild zu diesem Denkmal hochladen | Wohnhaus mit angebautem Scheunenteil | An der Plantage 7 (Karte) | 1. Hälfte 19. Jahrhundert | Eingeschossig, baugeschichtlich von Bedeutung, Winterfenster, links der Haustür Holzkonstruktion überputzt, Giebel und Dach verschiefert. Zwischen 2020 und 2023 abgerissen. | 08961324 |
| Direkt Bild zu diesem Denkmal hochladen | Wohnhaus (Umgebinde) mit Sonnenuhr   | Löbauer Straße 11 (Karte) | 19. Jahrhundert           | Baugeschichtlich und sozialgeschichtlich von Bedeutung; nach 2014 von der Denkmalliste gestrichen                                                                            | 09303305 |

## Tabellenlegende
- Bild: Bild des Kulturdenkmals, ggf. zusätzlich mit einem Link zu weiteren Fotos des Kulturdenkmals im Medienarchiv Wikimedia Commons. Wenn man auf das Kamerasymbol klickt, können Fotos zu Kulturdenkmalen aus dieser Liste hochgeladen werden:
- Bezeichnung: Denkmalgeschützte Objekte und ggf. Bauwerksname des Kulturdenkmals
- Lage: Straßenname und Hausnummer oder Flurstücknummer des Kulturdenkmals. Die Grundsortierung der Liste erfolgt nach dieser Adresse. Der Link (Karte) führt zu verschiedenen Kartendiensten mit der Position des Kulturdenkmals. Fehlt dieser Link, wurden die Koordinaten noch nicht eingetragen. Sind diese bekannt, können sie über ein Tool mit einer Kartenansicht einfach nachgetragen werden. In dieser Kartenansicht sind Kulturdenkmale ohne Koordinaten mit einem roten bzw. orangen Marker dargestellt und können durch Verschieben auf die richtige Position in der Karte mit Koordinaten versehen werden. Kulturdenkmale ohne Bild sind an einem blauen bzw. roten Marker erkennbar.
- Datierung: Baubeginn, Fertigstellung, Datum der Erstnennung oder grobe zeitliche Einordnung entsprechend des Eintrags in der sächsischen Denkmaldatenbank
- Beschreibung: Kurzcharakteristik des Kulturdenkmals entsprechend des Eintrags in der sächsischen Denkmaldatenbank, ggf. ergänzt durch die dort nur selten veröffentlichten Erfassungstexte oder zusätzliche Informationen
- ID: Vom Landesamt für Denkmalpflege Sachsen vergebene, das Kulturdenkmal eindeutig identifizierende Objekt-Nummer. Der Link führt zum PDF-Denkmaldokument des Landesamtes für Denkmalpflege Sachsen. Bei ehemaligen Kulturdenkmalen können die Objektnummern unbekannt sein und deshalb fehlen bzw. die Links von aus der Datenbank entfernten Objektnummern ins Leere führen. Ein ggf. vorhandenes Icon  führt zu den Angaben des Kulturdenkmals bei Wikidata.